# CSNK1G2
CSNK1G2 (англ. Casein kinase 1 gamma 2) – білок, який кодується однойменним геном, розташованим у людей на короткому плечі 19-ї хромосоми. Довжина поліпептидного ланцюга білка становить 415 амінокислот, а молекулярна маса — 47 457.
| 10         |  | 20         |  | 30         |  | 40         |  | 50         |
| ---------- |  | ---------- |  | ---------- |  | ---------- |  | ---------- |
| MDFDKKGGKG |  | ETEEGRRMSK |  | AGGGRSSHGI |  | RSSGTSSGVL |  | MVGPNFRVGK |
| KIGCGNFGEL |  | RLGKNLYTNE |  | YVAIKLEPIK |  | SRAPQLHLEY |  | RFYKQLSATE |
| GVPQVYYFGP |  | CGKYNAMVLE |  | LLGPSLEDLF |  | DLCDRTFTLK |  | TVLMIAIQLI |
| TRMEYVHTKS |  | LIYRDVKPEN |  | FLVGRPGTKR |  | QHAIHIIDFG |  | LAKEYIDPET |
| KKHIPYREHK |  | SLTGTARYMS |  | INTHLGKEQS |  | RRDDLEALGH |  | MFMYFLRGSL |
| PWQGLKADTL |  | KERYQKIGDT |  | KRATPIEVLC |  | ENFPEEMATY |  | LRYVRRLDFF |
| EKPDYDYLRK |  | LFTDLFDRSG |  | FVFDYEYDWA |  | GKPLPTPIGT |  | VHTDLPSQPQ |
| LRDKTQPHSK |  | NQALNSTNGE |  | LNADDPTAGH |  | SNAPITAPAE |  | VEVADETKCC |
| CFFKRRKRKS |  | LQRHK      |  |            |  |            |  |            |

A: Аланін

C: Цистеїн

D: Аспарагінова кислота

E: Глутамінова кислота

F: Фенілаланін

G: Гліцин

H: Гістидин

I: Ізолейцин

K: Лізин

L: Лейцин

M: Метіонін

N: Аспарагін

P: Пролін

Q: Глутамін

R: Аргінін

S: Серин

T: Треонін

V: Валін

W: Триптофан

Кодований геном білок за функціями належить до трансфераз, кіназ, серин/треонінових протеїнкіназ, фосфопротеїнів. 
Задіяний у такому біологічному процесі, як сигнальний шлях Wnt. 
Білок має сайт для зв'язування з АТФ, нуклеотидами. 
Локалізований у цитоплазмі.